# Élise Girard
Pour les articles homonymes, voir Girard.
 (août 2024).
Si vous disposez d'ouvrages ou d'articles de référence ou si vous connaissez des sites web de qualité traitant du thème abordé ici, merci de compléter l'article en donnant les références utiles à sa vérifiabilité et en les liant à la section « Notes et références ».
En pratique : Quelles sources sont attendues ? Comment ajouter mes sources ?
Élise Girard est une réalisatrice et  scénariste française, née en 1971 à Thouars, dans les Deux-Sèvres.

## Biographie

### Carrière
Attachée de presse pour les cinémas Action, Élise Girard réalise en 2003, avec Joëlle Oosterlinck, un documentaire consacré à ces salles.
En 2005, elle tourne Roger Diamantis ou la vraie vie, un portrait du propriétaire du Saint-André-des-Arts, la salle du Quartier latin. 
En 2009, elle travaille à la médiathèque de la Bibliothèque du film de la Cinémathèque française, comme chargée de médiation culturelle.
Son premier long métrage, Belleville Tokyo, largement autobiographique, est accueilli favorablement par la presse en 2011 et sort au Japon en mars 2013.
En 2024, elle réalise Sidonie au Japon avec Isabelle Huppert.

### Vie privée
Elle partage la vie du critique de cinéma Serge Toubiana.

## Filmographie

### Réalisatrice
- 2003 : Seuls sont les indomptés (ou l'aventure des cinémas Action)
- 2005 : Roger Diamantis ou la vraie vie
- 2011 : Belleville Tokyo
- 2017 : Drôles d'oiseaux
- 2023 : Sidonie au Japon

### Actrice
- 2020 : La Bonne Épouse

### Radio
- Élise Girard dans l'émission Pas la peine de crier sur France Culture, le 7 février 2012.